# 완산동 (전주시)
완산동(完山洞)은 대한민국 전주시 완산구의 동이다.

## 지리
완산동은 완산칠봉으로 불리는 전주시의 발원지이다. 전주시의 원도심으로 기령당, 가락사, 초록바위, 용머리고개, 동학혁명기념비 등 옛 정취가 보존되어 있으며, 골동품 가게(11개소), 대장간(3개소) 등이 있다. 완산공원, 다가공원, 전주천을 끼고 있어 자연 환경이 수려하지만, 경사지와 고지대가 많아 재해 위험이 있어 주거 환경이 열악하다. 이곳의 용머리 고개는 전주시의 원도심과 효자동을 잇는 전주시의 주요 길목이다.

## 역사
완산은 백제 시대에 전주를 가리키는 지명으로 사용되었을 만큼, 이 지역은 일찍이 전주의 주요 생활권이었다. 완산칠봉은 1894년 5월 31일 전주부성을 점령하여 입성한 동학혁명군과 6월 4일 뒤쫓아온 홍계훈이 이끄는 관군이 대치하여 격전을 벌였던 역사적인 장소이다. 완산칠봉 가운데 가장 높은 완산수봉의 높이는 186 m이며, 크게 정면의 내칠봉과 후면의 외칠봉으로 구분될 수 있다. 정면의 내칠봉은 수봉인 장군봉을 시작으로 동쪽으로 탄금봉, 매화봉, 옥녀봉, 무학봉, 백운봉, 용두봉이며 일반적으로 완산칠봉으로 지칭되고 있다.
- 1946년 7월 10일 : 일제식 동명인 완산정을 완산동으로 개칭
- 1957년 12월 12일 : 완산동이 동‧중‧서 완산동으로 변경되고, 남화산동이 서완산동에 편입[3]
- 1989년 5월 1일 : 전주시 동완산동과 중완산동이 전주시 완산구 동완산동1가와 동완산동2가로, 서완산동과 남화산동이 서완산동1가와 서완산동2가로 개칭[4]
- 1994년 8월 1일 : 전주시 완산구 동완산동1·2가를 동완산동으로 통합
- 2005년 8월 1일 : 전주시 완산구 완산동으로 행정동 통합

## 법정동
- 동완산동(東完山洞)
- 서완산동1·2가(西完山洞)

## 교육
- 전주완산서초등학교 (서완산동2가)
- 전주완산초등학교 (이하 동완산동)
- 전주곤지중학교

## 아파트
| 단지명            | 건설사         | 시행사         | 주소              | 주소        | 입주       | 비고 |
| ----------------- | -------------- | -------------- | ----------------- | ----------- | ---------- | ---- |
| 서완산 골드클래스 | 보광종합건설㈜ | 골드종합건설㈜ | 완산구 안행로 149 | 서완산동2가 | 2021년 6월 |      |
| 오페라하우스      | (유)예림       | (유)KC         | 완산구 안행로 150 | 서완산동2가 | 2008년 1월 |      |